# La Ward, Texas
La Ward là một thành phố thuộc quận Jackson, tiểu bang Texas, Hoa Kỳ. Năm 2010, dân số của xã này là 213 người.

## Dân số
- Dân số năm 2000: 200 người.
- Dân số năm 2010: 213 người.